# Ampahimanga
Ampahimanga est une commune rurale malgache, située dans la partie sud-est de la région d'Itasy.Le village d’Ampahimanga, chef-lieu de la commune rurale se trouve à 14 km au sud du chef lieu de la sous-préfecture d’Arivonimamo. Elle se trouve à 11 km de la RN1, le principal axe routier, en empruntant la RIP n° 84 menant à Manalalondo.
Jadis, la région a servi à la reine Rasoalao de l’Imerina pour regrouper ses « bœufs de robe bleue » dans un parc réservé à cet effet. Les gens qui y habitaient s’étaient rencontrés et avaient construit une demeure près de ce parc et ont baptisé leur hameau « Ampahimanga » (Ampahitr’ombimanga). Le légendaire Ramalina « mifehy hazo tokana », originaire de la commune, est actuellement enseveli au tombeau du village Fisoronana Efadreny.

## Géographie
- Province :		Antananarivo
- Région :		Itasy
- Sous-préfecture :	Arivonimamo
- Commune rurale :	Ampahimanga
- Nombre de Fokontany : 14

Au Nord : Commune urbaine d’Arivonimamo

Au Sud : Commune rurale d’Amboanana

À l’Est : Commune rurale d’Ambohimandry

À l’Ouest : Commune rurale de Morafeno
| N° | Nom Fokontany              | Distance en km au chef-lieu de la commune |
| -- | -------------------------- | ----------------------------------------- |
| 1  | Ampahimanga                | 0                                         |
| 2  | Imerinatsimo               | 14                                        |
| 3  | Ankamory                   | 13                                        |
| 4  | Ambohitringahimainty       | 13                                        |
| 5  | Nangaka                    | 10                                        |
| 6  | Ankazotokana               | 10                                        |
| 7  | Ambohibary                 | 9                                         |
| 8  | Manjakatompo               | 8                                         |
| 9  | Antanimasaka               | 7                                         |
| 10 | Antanetilava               | 7                                         |
| 11 | Alakamisy Antsampanimahazo | 6,5                                       |
| 12 | Amboanjobe                 | 6                                         |
| 13 | Fisoronana Efadreny        | 5,5                                       |
| 14 | Ambanifahitra              | 5                                         |

Le climat
La commune d’Ampahimanga est soumise à un climat tropical d’altitude caractérisé par deux saisons :
-	une saison chaude et pluvieuse avec 80 % des précipitations entre les mois de novembre et avril
-	une saison sèche et froide, avec risque de gel et de crachins, du mois de mai au mois d’octobre.
Les relevés météorologiques sont résumés par les chiffres suivants : température moyenne annuelle 17 °C avec un maximum de 24 °C en décembre et un minimum de 10 °C en juillet.
Les précipitations sont de 1 000 à 1 300 mm réparties sur environ 102 jours de pluie par an
Le relief morphologique
Le relief de la commune est constitué par un ensemble de collines arrondies culminantes de faible altitude. Les pentes sont plus douces et se terminent par des vallées larges dont les sols sont constitués par des glus à pseudo-glus hydromorphes.
 Utilisation du sol
Ayant une superficie d’environ 28 000 ha, l’utilisation du sol en termes d’occupation se résume en :
-	500 ha d’agglomération ;
-	10 000 ha de sols nus ;
-	8 500 ha de savane herbeuse ;
-	6 762 ha de terrain de reboisement ;
-	1 323 ha de cultures pluviales ;
-	915 ha de cultures irriguées.

## Démographie
La densité de la population est de 50,15 habitants par km2.
L’ethnie Merina représente les 99 % de la population de la commune, le reste étant des Betsileo.

## Économie
La création d'un Centre de Santé de base, la contribution à la mise en place d'un poste de Gendarmerie, la création d'une décortiquerie (usine à riz) ainsi que la mise à contribution de la réfection de la route font partie des efforts socio-économique des maires successifs.